# 安娜·许布勒
安娜·许布勒（德語：Anna Hübler，1885年1月2日—1976年7月5日），德国女子花样滑冰运动员。她曾代表德国参加1908年夏季奥林匹克运动会花样滑冰比赛，联同海因里希·布格尔获得双人滑金牌。